# PC/104

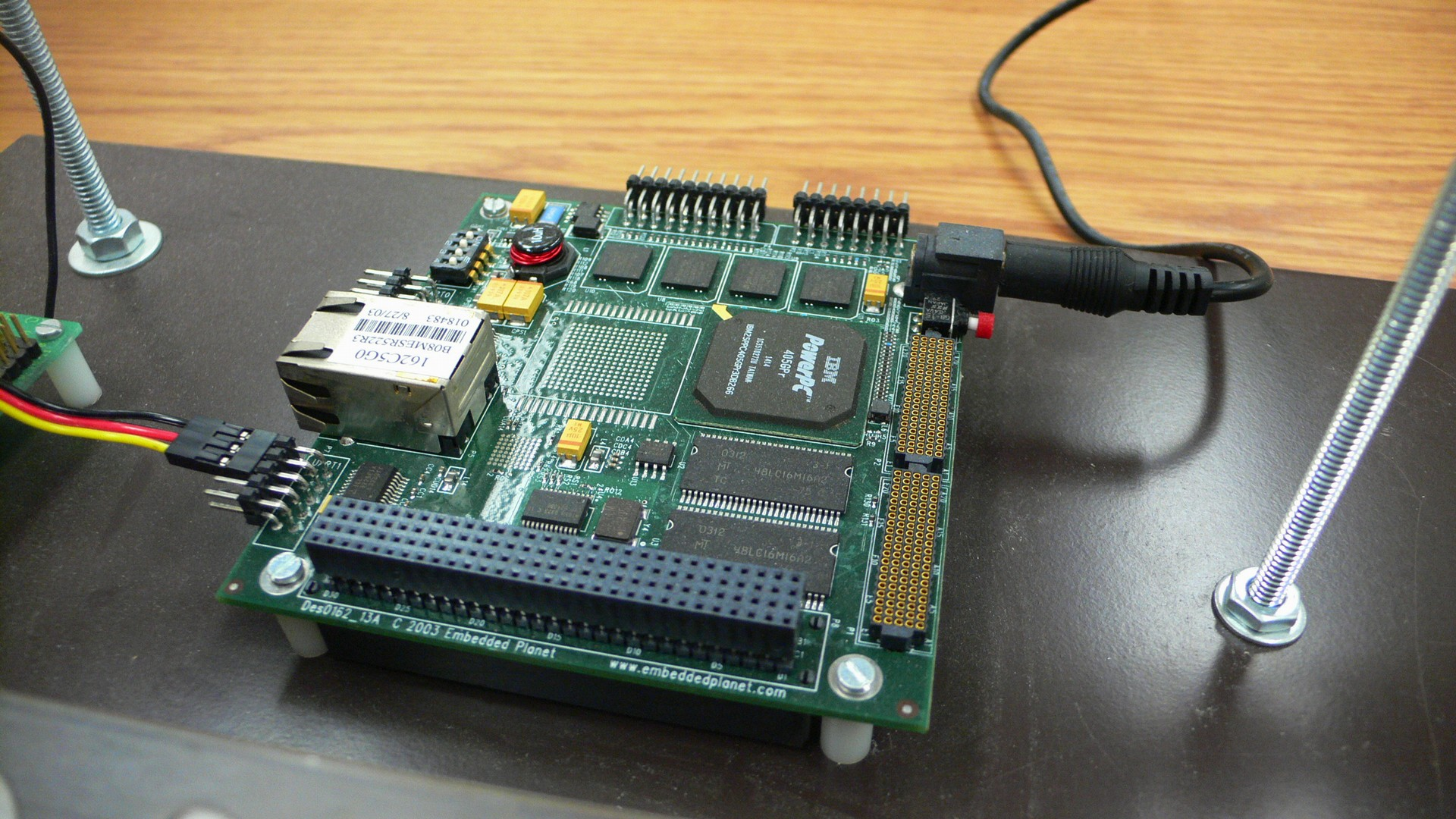
PC-104 싱글 보드 컴퓨터

PC/104 (PC104)는 컴퓨터 폼 팩터와 컴퓨터 버스를 모두 정의하는 PC/104 컨소시엄의 통제를 받는 임베디드 시스템 표준이다. PC/104는 응용 프로그램이 신뢰할 수 있는 데이터 획득에 의존할 수 있는 전문화된 임베디드 컴퓨팅 환경을 위해 만들어졌다. 이 폼 팩터는 COTS 업체에 팔리기도 한다.

## 역사
PC/104 버스와 폼 팩터는 1987년 Ampro에 의해 고안되었으며(CTO Rick Lehrbaum 주도) 나중에 1992년 PC/104 컨소시엄에 의해 표준화되었다. PC/104 대응 IEEE 표준이 IEEE P996.1에 초안화되었으나 승인되지는 않았다. 1997년 PC/104 컨소시엄은 PCI 버스라는 더 새로운 표준을 도입했다. PCI 익스프레스 기반 표준은 2008년에 도입되었다.

## 변화
| 폼 팩터         | 출시년도 | 버스 통신      | 현재 버전 |
| --------------- | -------- | -------------- | --------- |
| PC/104          | 1992년   | ISA (AT 및 XT) | 2.6       |
| PC/104-Plus     | 1997년   | ISA 및 PCI     | 2.3       |
| PCI-104         | 2003년   | PCI            | 1.1       |
| PCI/104-Express | 2008년   | PCI 및 PCIe    | 1.1       |
| PCIe/104        | 2008년   | PCIe           | 1.1       |

## 같이 보기
- VME버스
- 컴퓨터 폼 팩터